# Vaguif Akhundov
Vaguif Akhundov (en azéri: Vaqif Əlibala oğlu Axundov ; né le 16 septembre 1950 à Astara) est un colonel général, chef du service de sécurité du président de la République d'Azerbaïdjan, une personnalité militaire azerbaïdjanaise.

## Biographie
Vaguif Akhundov est né le 16 septembre 1950 à Astara. En 1968-1972, il étudie à l'Institut azerbaïdjanais du pétrole et de la chimie, en 1989-1994 à l'Université d'État de Bakou et en 1999-2002 à l'Académie d'administration publique sous la présidence de la République d'Azerbaïdjan.

## Carrière
Vaguif Akhundov commence sa carrière en 1971 dans la ville de Kouïbychev en tant que tourneur dans une usine.
De 1972 à 1975, il fait son service militaire comme officier, puis travaille comme ingénieur-économiste principal à l'usine de construction de machines L. Schmidt à Bakou.
De 1975 à 1978 - Secrétaire du Comité Komsomol du Département des affaires intérieures de la ville de Bakou, de 1978 à 1991 - adjoint au chef de département et chef de département du Ministère des affaires intérieures de la RSS d'Azerbaïdjan.
En 1992-1993, il est le chef du Département de la sécurité des plus hautes autorités et administrations de l'État de la République d'Azerbaïdjan.
De 1993 au 16 mars 2020, chef du Service spécial de sécurité de l'État d'Azerbaïdjan.
Depuis le 16 mars 2020, le chef du nouveau service de sécurité du président de la République d'Azerbaïdjan.
Le 16 septembre 2020, sur ordre du président de la République d'Azerbaïdjan "Pour de nombreuses années d'activité fructueuse dans les organes spéciaux de sécurité de la République d'Azerbaïdjan", il reçoit l'Ordre de "Chohrat".